# 经验主义
在哲學中，經驗主義（英語：empiricism）或稱經驗論、實徵論，是一種理論，它指出知識僅來自或主要來自感官經驗。它是認識論的幾種觀點之一，其他觀點包括理性主義和懷疑主義等。經驗主義強調經驗證據在思想形成中的作用，而不是憑藉天賦觀念（innate idea）或傳統。然而，經驗主義者可能會爭辯稱，傳統（或習俗）是由於先前感官經驗的關係而產生的。
经验科学（empirical science）又称實徵科學，源自经验主义，其建立在经验证据的基础上，能够由其他研究者在相同条件下检验其有效性。
從歷史上看，經驗主義與“白板”概念（拉丁語：tabula rasa）有關；根據該概念，人類的心智在出生時是“空白的（blank）”，只有透過經驗才能發展其思想。
科學哲學中的經驗主義強調證據，尤其是在實驗中發現的證據。所有假設和理論都必須根據對自然世界的觀察進行檢驗，而不是僅僅依賴於先驗推理、直覺或啟示，這是科學方法的基本組成部分。
自然科學學者經常使用的經驗主義表示“知識是基於經驗的”，並且“知識是試探性（tentative）的和概率性的，會不斷被修正和證偽”。以經驗（或觀察）為依據的研究，包括實驗和經過驗證的測量工具，指導科學方法。
“经验主义”这个词有许多不同的用法，但有两种用法最为突出。首先，它用来表示研究现实的一般方法，即只有通过经验和感官获得的知识才是可接受的。换句话说，这一立场意味着思想在被认为是知识之前必须经受严格的测试。这个词的第二个意思与此相关，指的是一种信念，即“事实”的积累本身就是一个合理的目标。第二种含义有时被称为“朴素经验主义”。

## 词源

### 英语
术语 empirical（经验的，经验主义的）来自古希臘語的 ἐμπειρία，empeiria 一词。而 empeiria 一词后被翻译为拉丁语 experientia，后者又延伸出了拉丁语中的 experience 和 experiment 两词。

## 历史

### 背景
在科学和科学方法中的中心理念即为：必须实证地基于感官证据。自然科学和社会科学都是通过观察和实验来检验假说的。而半实证的时常被用来描述使用公理，已被建立的科学理论，或者是之前实验的结果的理论方法。以此来进行理性的模型建构和理论探究。
经验主义哲学家认为知识最终一定会回推到某个人的感官经验之上，而不能直接由演绎推理或推理凭空得出。哲学上来看，这个论点与理性主义相对，后者认为知识可以由理智独立地推出。历史上来看，理性主义并不完全与经验主义相对，许多经验主义哲学家也抱有部分的理性主义。例如，约翰·洛克认为一些知识（比如有关上帝的存在性的知识）可以由直覺和推理独立推出。罗伯特·波义耳认为人类具有先天观念。许多重要的理性主义哲学家，比如勒内·笛卡尔、巴魯赫·斯賓諾莎和戈特弗里德·莱布尼茨，亦支持经验主义的科学方法。

## 与科学的关系
经验主义是逻辑实证主义的前身。直到今天，经验主义的方法还在影响自然科学，是自然科学研究方法的基础。而自然科学方法则是传统观念的发展。然而近几十年来，一些新的理论学说，例如量子力学，构成主义，托马斯·库恩的《科学革命的结构》对经验主义在科学研究的方法上独一无二的地位产生了轻微的冲击。

## 哲學上的關係
經驗主義一詞原本意指古希臘醫生的經驗，拒絕一味接受當代的宗教教條，而是依照所觀察到的現象為分析依據。經驗主義首先在十七世紀由英國人洛克系統性的闡述。洛克主張人的心智原本是一块白板，而是經驗註記其上。經驗主義否定了人擁有與生俱來的知識的觀點或不用藉由經驗就可以獲得的知識。值得注意的是，經驗主義並不主張人們可以從實務中自動地取得知識。根據經驗主義者的觀點，經由感受到的經驗，必須經過適當歸納或演繹，才能鑄成知識。在哲學發展上，經驗主義一直和理性主義作為對比。理性主義認為大部分的知識是來自感覺上的獨立思考。無論如何，這種對比已被視為過於簡單化，因為近代的歐陸和不列顛群島(英國)的理性學者也倡导利用科學方法去取得實際經驗；而以洛克為首的英國學者和許多歐陸學者也認為超自然的知識（如宗教神學）必須單獨藉由直覺或推理才能取得。